# بيون
في فيزياء الجسيمات، البيون (اختصار بي ميزون pi meson ويعطي الرمز π ، عن اللغة اليونانية) هو أيا من ثلاثة جسيمات دون ذرية هي π+ ،π- ،π0. الثلاثة جسيمات من البيون تحمل أحدهم شحنة أولية موجبة والثاني يحمل شحنة كهربية أولية سالبة وأما الثالث فهو متعادل كهربائيا ويرمز له بالرمز π0.
تلك الثلاثة جسيمات من البيون ليست مستقرة وتتحلل سريعا. أكتشفت البيونات والميزونات فيالأشعة الكونية التي تهبط على الأرض من السماء، خلال الخمسينيات والستينيات من القرن الماضي.
البيونات هي أخف الميزونات وتلعب دورا هاما في فهم الخواص منخفضة الطاقة للتاثر القوي.

## تحلل البيونات
يوصف تحلل أو اضمحلال البيونات بأن عمر النصف لها مختلف وقصير جدا. فالبيونين المشحونين يتحلل كل منهما بنسبة 99,98770 %
عن طريق التآثر الضعيف إلى ميون ونيوترينو ميوني طبقا للمعادلتين:
{\displaystyle \,\pi ^{+}\to \mu ^{+}+\nu _{\mu }}
{\displaystyle \,\pi ^{-}\to \mu ^{-}+{\overline {\nu }}_{\mu }}
(هذا التحلل يشابه تحلل بيتا)
السبب في عدم تحللهما عن طريق إنتاج إلكترون وما ينتمي إليه من نيوترينو الإلكترون يعود إلى خاصية الحلزونية في فيزياء الجسيمات؛ ذلك على الرغم من أن التحلل عن طريق تحلل بيتا (التحول إلى إلكترون) أنسب لهما من وجهة اقتصاد الطاقة.
في المعادلتين السابقتين يتحلل كل من البيونين المشحونين إلى ميون يماثله في شحنته بالإضافة إلى نيوترينو ميوني.
أما البيون المتعادل فهو يتحلل بواسطة اطلاق فوتون من أشعة جاما شديد، وهذا يتم بطريقة أسرع. وكما حو الحال مع الحالتين الأخرتين يكون ناتج التحلل جسيمان دائما؛ تتوزع بينهما طاقة التحلل بدرجات مختلفة. 
{\displaystyle \pi ^{0}\to 2\gamma }
هذا الطريق للتحلل يتم بنسبة 98,823 % من الحالات، واما نحو 1% من حالات التحلل تتم بطريق التحلل إلى بوزيترون e+ وإلكترون e− وفوتون، طبقا للمعادلة التالية:
{\displaystyle \pi ^{0}\to e^{+}+e^{-}+\gamma }
احتمال هذا التحلل هو بالضبط بنسبة 1,174 %.
ونظرا لقصر العمر الشديد لهذا التحلل، حيث يتم خلال 8,5 · 10−17 ثانية فيمكن الكشف عن تحلل البيون المتعادل بطريقة قياس التزامن.

## اكتشاف البيونات

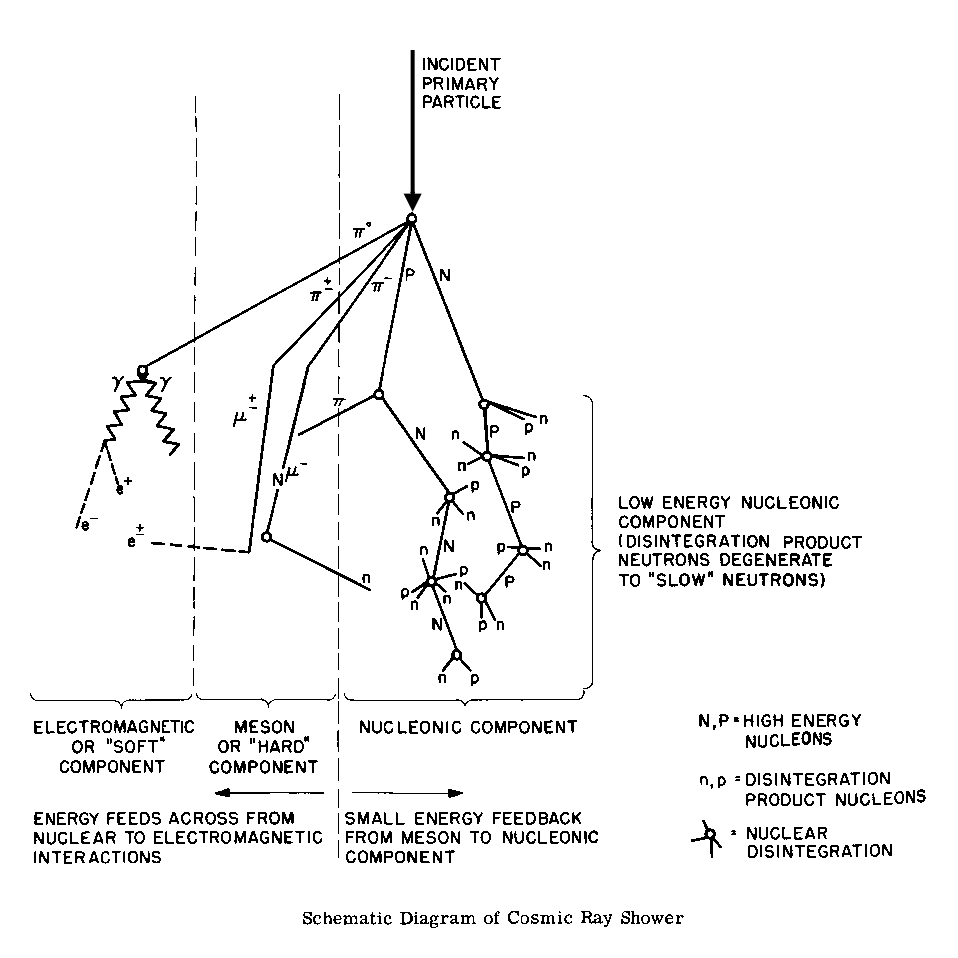
إصطدام جسيم أولي (بروتون) من الأشعة الكونية بالطبقات العليا من جو الأرض وتكون سيل من الجسيمات (من ضمنها الميون والبيون) و أشعة غاما عند اصطدامه بجزيئات الهواء.

كان اكتشاف البيون نظريا في عام 1934/1935 كجسيم يشترك في التآثر في الأنوية الذرية بواسطة طريق العالم الفيزيائي هيديكي يوكاوا في اليابان حيث تنبأ بوجوده. 
,
وحصل على هذا الاكتشاف على جائزة نوبل للفيزياء في عام 1949. وتم اكتشاف أول «ميزون» اعتبره يوكاوا وسمي بعد ذلك ميوون عمليا بواسطة كارل أندرسن وسيث ندرماير في عام 1936 حيث وجداه في الأشعة الكونية التي تسقط على الأرض؛(كانت تسمية «ميزون» تستخدم في تلك الآونة لتسمية أي جسيم أثقل من الإلكترون ولكن أقل كتلة من البروتون فكلمة ميزون باليونانية معناه «متوسط»). ثم اقترح كل من «تانيكاوا» و «سيسيل باول» في عام 1942 وآخرين تسمية «بيون». واكتشفه شويشي ساكاتا في اليابان في اليابان في عام 1942 . كما اكتشفوه سيسيل بويل و«سيزار لاتيس» وغيرهما في مختبر أبحاث الفيزياء في بريستول في عام 1947 في الأشعة الكونية إلى جانب ميون البيون.
 وبدأ العلماء في دراسة خواص تلك الجسيمات التي تبلغ كتلتها في الوسط بين كتلة الإلكترون وكتلة البروتون. 
حصل بويل على جائزة نوبل للفيزياء عن هذا الاكتشاف في عام 1950. ولكن كان البيون السالب الشحنة {\displaystyle \pi ^{-}} 
كما عرف بعد ذلك كان قد اكتشف في عام 1947 من العالم دونالد بيركنز في الأشعة الكونية، ثم تم إنتاج البيونات المختلفة في معجلات الجسيمات في عام 1948 ويرجع الفضل في ذلك إلى العالم لاتيس.

## كتلة البيون
نظرا لأن البيونات تتحلل سريعا جدا يفضل العلماء التعبير عن كتلتها ليس بالجرام وإنما بالطاقة التي تمتلكها، حيث الكتلة والطاقة وجهين لشيء واحد، وهذا ما عبرت عنه النظرية النسبية في تكافؤ المادة والطاقة.
بناء على ذلك، تبلغ كتلة البيون 
π±
:
كتلة البيون السالب أو الموجب الشحنة = : 139.57018 إلكترون فولت/c 2
وكتلة البيون المتعادل 
π0
:
134.9766 إلكترون فولت/c2

## اقرأ أيضا
- ميون
- تاوون